# Gewerkschaften in Ghana
Die Gewerkschaften in Ghana hatten Stand 2007 insgesamt etwa 350.000 Mitglieder, bei etwa neun Millionen Erwerbstätigen. Es gibt zwei Gewerkschaftsbünde in Ghana, den Trades Union Congress of Ghana und die Ghana Federation of Labour.

## Britische Kolonialzeit
Der erste belegte Arbeitskampf in Ghana – zu der Zeit noch die britische Kronkolonie Goldküste – fand 1919 statt: ein erfolgreicher Streik der Minenarbeiter des Landes, der eine Serie erfolgreicher kollektiver Aktionen von Arbeitern auslöste. Auch dauerhafte Gewerkschaften entstanden. Vereinigungen wie die Gold and Silver Smith’s Association, die Colony and Ashanti Motor Union und die Carpenters and Masons Union wurden alle in den 1920er Jahren gegründet. Die Kolonialregierung reagierte, indem sie Streiks für ungesetzlich erklärte.
1941 trat der Erlass über die Gewerkschaften von 1941 in Kraft, durch den Gewerkschaften in den Kolonien legalisiert wurden. Die britische Regierung ermutigte die Bildung von Gewerkschaftsbünden in der Hoffnung, so Arbeitskämpfe zu vermeiden zu können, wie sie die Industrielle Revolution in Europa und Nordamerika begleitet hatten. Schließlich wurde am 8. September 1945 der Trades Union Congress of Ghana (TUC) mit einer anfänglichen Mitgliedschaft von 6030 Personen und vierzehn angegliederten Mitgliedern in den Büros der Railway African Employees Union in Sekondi. Es handelte sich insgesamt um ein Anhängsel der „regierenden“ (unter den kolonialen Bedingungen) Partei, der Convention People’s Party (CPP). Der Kampf für bessere Arbeitsbedingungen wurde bald begleitet von der Forderung nach Unabhängigkeit des Landes. Nachdem die als die Big Six bekannten Politiker der Vor-Unabhängigkeits-Phase 1948 ins Gefängnis geworfen worden waren, rief der TUC einen landesweiten Streik aus, der zur Freilassung der Politiker führte, aber gleichzeitig die Gewerkschaften schwächte.
1954 versuchte der TUC sich entlang der betrieblichen Einheiten zu organisieren, also das Prinzip „Ein Betrieb – eine Gewerkschaft“ durchzusetzen (in Abgrenzung zur Organisation entlang von Berufsgruppen) und diese Änderung öffentlich bekannt zu machen. Die Veränderung traf auf den Widerstand der Gewerkschaft der United Africa Company.

## Erste Republik
Als Ghana 1957 unabhängig und aus dem Gold Coast Trades Union Congress der Trades Union Congress of Ghana, gab es verschiedene Arbeitergruppen in allen Regionen des Landes. Viele waren deutlich militanter als der TUC und gewaltsame Streiks und Demonstrationen waren verbreitet. Arbeitgeber reagierten mit der Gründung „Gelber (arbeitgeberfreundlicher) Gewerkschaften“. 1958 erließ die ghanaische Regierung das Gesetz über die Industriellen Beziehungen, um den TUC zu stärken. Der TUC hatte damit erstmals – und als einzige Gewerkschaftsorganisation – eine rechtliche Anerkennung erlangt und wurde mit Gebäuden für seine Zentren versorgt. Vor allem aber wurden Tarifverhandlungen zwischen der Arbeitgeber- und der Arbeitnehmerseite verpflichtend. Das Gesetz über die industriellen Beziehungen von 1965, das dasjenige von 1958 ersetzte, zwang zudem jede Organisation, die sich als Gewerkschaft registrieren lassen wollte, dies über den TUC zu tun – eine Bestimmung, die viele als unvereinbar mit der Konvention Nr. 48 der International Labour Organization ansahen, die die Freiheit zur Bildung von Vereinigungen den Schutz des Rechts auf Organisation beinhaltet. 1960 folgte ein Gesetz, das Gewerkschaftsmitgliedschaft für Angestellte im öffentlichen Dienst verpflichtend machte. Zu dieser Zeit waren die Beziehungen zwischen TUC und der Regierungspartei CPP so eng, dass dies gelegentlich auf Kosten der Autonomie des Gewerkschaftsbundes ging, was auch Unmut in der Arbeiterschaft hervorrief.

## NLC, Zweite Republik und NRC
1966 putschte das Militär erfolgreich gegen die CPP-Regierung, was von einigen Arbeitern begrüßt wurde, die mit der Loyalität des TUC gegenüber der Regierung unzufrieden waren. Als die neue Regierung die Verpflichtung zur TUC-Mitgliedschaft für die Angestellten im öffentlichen Bereich aufhob, führte dies zu einem Rückgang der Mitgliedschaft von 700.000 auf 300.000 Personen. Die Jahre zwischen 1966 und 1969 sahen etliche wilde Streiks. Die Beziehungen zwischen dem TUC und der National-Liberation-Council-Regierung waren gespannt. 1967 empfahl eine von der Regierung ernannte Kommission eine Lohnerhöhung, die dann auch von der Regierung durchgeführt wurde.
1969 erlangte Kofi Abrefa Busia die Macht und löste die Militärregierung ab. Er drückte seine Unterstützung für eine „freie und unabhängige Arbeiterbewegung“ aus und versprach dem TUC seine Hilfe. Nach einer Phase starker Inflation, rief der TUC die Busia-Regierung zur Erhöhung der Gehälter auf. Obwohl eine Kommission zu diesem Thema eingesetzt wurde, kam die Regierung dieser Forderung nicht nach. Stattdessen erhob sie eine neue Steuer, die alle Beschäftigten belastete. TUC und Arbeiterschaft waren verärgert und die heftige Kritik durch die Gewerkschaft führte dazu, dass die Regierung das Gesetz über die industriellen Beziehungen novellierte:
Durch das Gesetz von 1971 wurde der TUC aufgelöst und seine Guthaben eingefroren. Die Auflösung des Gewerkschaftsbundes war allerdings nicht von langer Dauer: nach einem Putsch durch Ignatius Kutu Acheampong widerrief  der „National Redemption Council“, die neue Militärregierung, das Gesetz von 1971 und stellte 1972 den TUC wieder her.

## PNDC und demokratische Regierung
1981 gelangte der „Provisional National Defence Council (PNDC)“ durch einen weiteren Putsch an die Macht. Der PNDC strebte die Zusammenarbeit mit dem TUC an, erlangte aber nie dessen volle Unterstützung. 1982 rief der PNDC ein „People's/Workers' Defence Committee“ (PWDC) parallel zu den bestehenden Gewerkschaftstrukturen ins Leben, um die Macht der Gewerkschaft zu brechen. Im selben Jahr attackierten einige Arbeiter, die sich Association of Labour Unions (ALU) nannten und von der Regierung unterstützt wurden, das TUC-Hauptquartier und setzten „Übergangs-Management-Komitees“ als Führung sowohl für den TUC als auch für die in ihm organisierten Gewerkschaften ein, um diese zu demokratisieren. Von da an gab es kaum noch Beziehungen zwischen TUC und Regierung.
Die Rückkehr zur Demokratie in Ghana 1992 verbesserte die Bedingungen für Gewerkschaftsarbeit. Obwohl das Gesetz über die industriellen Beziehungen von 1965 TUC-Mitgliedschaft für die Registrierung als Gewerkschaft forderte, bildeten sich im öffentlichen Sektor „Arbeiter-Assoziationen“, die formal keine Gewerkschaften darstellten. Sie haben eine gewisse Verhandlungsmacht gegenüber der Regierung, dürfen aber nicht zu Streiks aufrufen. 1985 bildeten der TUC und einige Arbeiter-Assoziationen aus dem Öffentlichen Sektor das National Consultative Forum of Ghana Labour (NFGL). Das Forum verhandelt für seine Mitglieder, stellt aber auch ein Kommunikationsmittel für seine Mitgliedsorganisationen dar.
1999 etablierte sich die Ghana Federation of Labour (GFL) als Dachorganisation für verschiedene unabhängige Gewerkschaften und 2003 wurde eine dreiseitige „Nationale Arbeitskommission“ gegründet, die helfen soll, Unstimmigkeiten zu lösen. Sie hat auch die Möglichkeit Gewerkschaften, die Tarifverträge abschließen wollen, „Verhandlungszertifikate“ auszustellen.